# Gastrotheca rebeccae
Gastrotheca rebeccae là một loài ếch trong họ Hemiphractidae. Chúng là loài đặc hữu của Peru.
Môi trường sống tự nhiên của nó là các khu rừng vùng núi ẩm nhiệt đới hoặc cận nhiệt đới.